# Korpijärvi (sjö i Joensuu, Norra Karelen, Finland)
Korpijärvi eller Ozero Korpiyarvi är en sjö i Finland och Ryssland Den finländska delen ligger i kommunen Joensuu i landskapet Norra Karelen, i den sydöstra delen av landet, 400 km nordost om Helsingfors. Korpijärvi ligger 130,7 meter över havet. Den är 16,7 meter djup. Arean är 8,73 kvadratkilometer och strandlinjen är 37,4 kilometer lång. Sjön  ingår i Jänisjokis huvudavrinningsområde.   I omgivningarna runt Korpijärvi växer i huvudsak blandskog.
I övrigt finns följande i Korpijärvi:
- Lammassaari (en ö)
- Kivisaari (en ö)
- Iljansaari (en ö)
- Kanasaari (en ö)
- Sittasaari (en ö)
- Kuivalaisensaari (en ö)
- Riihponsaari (en ö)
- Halkosaari (en ö)
- Ruissaari (en ö)
- Määttäsensaari (en ö)
- Hopeasaari (en ö)